# Love (casa discografica)
La Love (in seguito CLS) è stata una casa discografica italiana attiva negli anni settanta.

## Storia
Venne fondata nel 1972 dal musicista Detto Mariano, attivo già da due decenni, dapprima come arrangiatore per il Clan Celentano e poi in proprio, anche come produttore discografico ed editore musicale con la Detto Music (in società con il cantautore e compositore Andrea Lo Vecchio ed il discografico Enzo Scimé).
La sede della casa discografica era a Milano e la distribuzione era affidata, fino al 1974 alla Phonogram ed in seguito alle Messaggerie Musicali.
Dopo alcuni anni di attività la denominazione venne cambiata in CLS.
Tra gli artisti pubblicati dall'etichetta ricordiamo Nino Ferrer, Juliette Gréco, Bobby Solo e Mario Del Monaco, a cui si deve uno dei maggiori successi: Un amore così grande.
Nel decennio successivo la CLS cessò l'attività.

## Dischi pubblicati
Per la datazione ci si basa sull'etichetta del disco, o sul vinile o, infine, sulla copertina, qualora nessuno di questi elementi avesse una datazione, ci si basa sulla numerazione del catalogo; se esistenti, sono riportati oltre all'anno il mese e il giorno (quest'ultimo dato si trova, a volte, stampato sul vinile).

### Etichetta Love

#### 33 giri
| Numero di catalogo | Anno | Artista           | Titolo        |
| ------------------ | ---- | ----------------- | ------------- |
| 5360 001           | 1972 | Gianni Dall'Aglio | Sera, mattina |

#### 45 giri
| Numero di catalogo | Anno | Artista           | Titolo                                                               |
| ------------------ | ---- | ----------------- | -------------------------------------------------------------------- |
| 9000 101           | 1972 | Gianni Dall'Aglio | Ogni sera così/Il cielo e la terra                                   |
| 9000 102           | 1973 | Don Backy         | Sognando fumo/Via Marconi 44                                         |
| 9000 103           | 1973 | E.S.P. Trade Mark | Guitar boogie/Walkin' Jack                                           |
| 9000 104           | 1974 | Wanda Osiris      | Talmente uomo/Sarà una notte                                         |
| 9000 105           | 1974 | Detto Mariano     | Il giudice e la minorenne/Annetta                                    |
| LV 2000            | 1975 | Nino Ferrer       | Il sud/The Garden                                                    |
| LV 2001            | 1976 | Mario Del Monaco  | Un amore così grande/Dicitencello vuje                               |
| LV 2002            | 1976 | Mimmo Accardo     | La cinquecento/Un caso di follia                                     |
| LV 2003            | 1976 | Bobby Solo        | Dolce/Lei non                                                        |
| LV 2004            | 1976 | Neva              | Voglio sentirmi tua/Alessandra                                       |
| LV 2005            | 1976 | Juliette Gréco    | Prendimi/La Contredanse                                              |
| LV 2006            | 1976 | Baby Woman        | For ever give me your love/For ever give me your love (instrumental) |
| LV 2007            | 1976 | Léo Ferré         | Love/Io ti do                                                        |

### Etichetta CLS

#### 33 giri
| Numero di catalogo | Anno | Artista          | Titolo               |
| ------------------ | ---- | ---------------- | -------------------- |
| MD TP 011          | 1978 | Gli Incesti      | Gli Incesti          |
| MD TP 016          | 1978 | Mario Del Monaco | Un amore così grande |
| MD TP 127          | 1981 | Egotrya          | Egotrya              |

#### 45 giri
| Numero di catalogo | Anno | Artista                            | Titolo                                                                                 |
| ------------------ | ---- | ---------------------------------- | -------------------------------------------------------------------------------------- |
| MD F 002           | 1978 | Detto Mariano                      | Ave Maria/Dear mr. Man                                                                 |
| MD F 003           | 1978 | Ediva                              | Io, te e il lupo/Piccole stelle                                                        |
| MD F 006           | 1978 | Luca D'Ammonio                     | Prima esperienza/Un amico                                                              |
| MD F 007           | 1978 | Beryl Cunningham                   | Tua/Why-O                                                                              |
| MD F 010           | 1978 | Gli Incesti                        | Ecco/Un'altra dimensione                                                               |
| MD F 017           | 1979 | Stelvio Cipriani                   | Anonimo veneziano/You're the onem you love                                             |
| MD F 019           | 1979 | Fogus                              | Jeeg Robot/Halgatron                                                                   |
| MD F 021           | 1979 | Fogus                              | Ryu il ragazzo delle caverne/Rhan                                                      |
| MD F 021           | 1979 | Fogus/Georgia Lepore               | Ryu il ragazzo delle caverne/Un milione di anni fa                                     |
| MM C 101           | 1979 | Nico Fidenco                       | Don Chuck castoro/Pierino a quadretti                                                  |
| MD F 024           | 1980 | Renato Rascel                      | Te presento Roma mia/Forza                                                             |
| MD F 026           | 1980 | Bobby Solo                         | Tu/Se dice che                                                                         |
| MD F 027           | 1980 | Renato Rascel e Giuditta Saltarini | Nemici per la pelle/Pillole pillole (sigle della serie televisiva Nemici per la pelle) |
| MD F 028           | 1981 | Enrico Maria Salerno               | Giovane giovane giò/I beni di rifugio                                                  |
| MM C 117           | 1981 | Nico Fidenco                       | Don Chuck story/Zawa Zawa                                                              |